# بو هوپمن
بو هوپمن (انگلیسی: Beau Hoopman؛ زادهٔ ۱ اکتبر ۱۹۸۰) قایقران روئینگ اهل ایالات متحده آمریکا است.